# Aponeurose

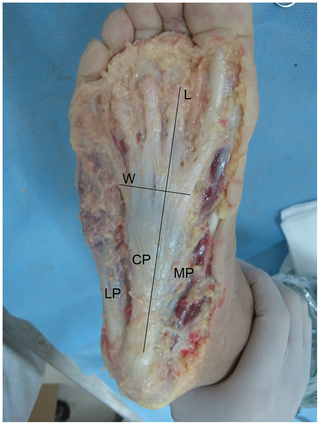
Preparaat van een voet van een overleden persoon, waarbij de aponeurosis plantaris (wit) goed te zien is.

Een aponeurose is een afgeplatte pees waarmee spieren vastgehecht zijn aan bot of fascie. Ze hebben een glanzende, witachtige tot zilveren kleur, zijn histologisch vergelijkbaar met pezen en zijn slechts heel beperkt voorzien van bloedvaten en zenuwen.
Voorbeeldende van aponeurosen zijn:
- aponeurosis plantaris (voetzool)
- aponeurosis palmaris (handpalm)

- Terminologia Anatomica: A04.0.00.047